# Mecz piłkarski Polska – Holandia (1975)
Mecz piłkarski Polska – Holandia – mecz eliminacyjny do mistrzostw Europy 1976 (grupy 5), rozegrany 10 września 1975 o godz. 17:30 na Stadionie Śląskim w Chorzowie, pomiędzy reprezentacjami Polski i Holandii, który z trybun obejrzało 85 000 widzów.

## Tło
W spotkaniu tym zmierzyły się odpowiednio 3. i 2. drużyna mistrzostw świata 1974, był on również pojedynkiem dwóch najlepszych wówczas piłkarzy globu: Kazimierza Deyny oraz Johana Cruijffa. Przed meczem popularny komentator sportowy, Tomasz Hopfer wraz z kompozytorem Włodzimierzem Korczem uczył kibiców nowej piosenki:

Polska gola, Polska gola, taka jest kibiców wola!

Przed meczem tabela grupy 5 przedstawiała się następująco:
| Lp | Drużyna   | M | Z | R | P | Bramki | Bramki | +/– | Pkt |
| -- | --------- | - | - | - | - | ------ | ------ | --- | --- |
| 1. | Holandia  | 3 | 3 | 0 | 0 | 10     | 3      | +7  | 6   |
| 2. | Polska    | 3 | 2 | 1 | 0 | 5      | 1      | +4  | 5   |
| 3. | Włochy    | 3 | 1 | 1 | 1 | 2      | 3      | −1  | 3   |
| 4. | Finlandia | 5 | 0 | 0 | 5 | 3      | 13     | −10 | 0   |

## Mecz

### Przebieg meczu
Sędzia głównym spotkania był Anglik Pat Patrigde. Oba zespoły przystąpiły do niego w osłabieniu. W kadrze Polski nie wystąpili: Jerzy Gorgoń (był zawieszony w wyniku tzw. tzw. „afery pociągowej”) oraz Adam Musiał (przechodził rekonwalescencję po wypadku samochodowym), natomiast w reprezentacji Holandii wystąpiło sześciu zawodników z przegranego 1:2 finału mistrzostw świata 1974 z Niemcami Zachodnimi: Wim Suurbier, Ruud Krol, Wim Jansen, Wim van Hanegem, Johan Neeskens i Johan Cruijff.
Już w 8. minucie obrońca Antoni Szymanowski po dynamicznym rajdzie dośrodkował do Andrzeja Szarmacha, który oddał znakomity strzał głową, jednak piłka poszybowała nad poprzeczką. W 15. minucie Grzegorz Lato wystartował do podania bramkarza drużyny Pomarańczowych, Jana van Beverena i strzelił pierwszą bramkę meczu. Po tym golu drużyna Pomarańczowych przeszła do ataku, oddając kilka groźnych strzałów, jednak świetnie w bramce drużyny Biało-Czerwonych świetnie się spisywał Jan Tomaszewski. W 40. minucie po świetnej akcji Zygmunta Maszczyka, świetną okazję do zdobycia gola miał Robert Gadocha, który w 44. minucie po wymanewrowaniu Jana van Beverena podwyższył wynik na 2:0. W 64. minucie Andrzej Szarmach po ostrym dośrodkowaniu Roberta Gadochy, wyskoczył do lecącej nad obrońcami drużyny Pomarańczowych i zdobył z bliskiej odległości gola na 3:0. W 77. minucie ten sam zawodnik, ponownie po podaniu Roberta Gadochy, wyprzedził obrońców drużyny przeciwnej i oddał precyzyjny strzał z 12 metrów, podwyższając wynik meczu na 4:0. W 81. minucie honorowego gola dla drużyny Pomarańczowych zdobył René van de Kerkhof, ustalając tym samym wynik meczu.

### Szczegóły meczu
| 10 września 1975 17:30 | Polska · Lato 15' · Gadocha 44' · Szarmach 64', 74' | 4:12:0Raport | Holandia · 81' van de Kerkhof | Stadion Śląski, Chorzów Widzów: 85 000 Sędzia: Pat Patridge |
|                        |                                                     |              |                               |                                                             |

| Polska | Holandia |

| BR               | 1  | Jan Tomaszewski    |
| OB               | 2  | Antoni Szymanowski |
| OB               | 3  | Mirosław Bulzacki  |
| OB               | 5  | Władysław Żmuda    |
| OB               | 4  | Henryk Wawrowski   |
| PO               | 8  | Henryk Kasperczak  |
| PO               | 9  | Kazimierz Deyna    |
| PO               | 6  | Zygmunt Maszczyk   |
| NA               | 7  | Grzegorz Lato      |
| NA               | 10 | Andrzej Szarmach   |
| NA               | 11 | Robert Gadocha     |
| Trener:          |    |                    |
| Kazimierz Górski |    |                    |

| BR            | 1  | Jan van Beveren       |  |     |
| OB            | 2  | Wim Suurbier          |  |     |
| OB            | 4  | Adrie van Kraay       |  |     |
| OB            | 3  | Niels Overweg         |  |     |
| OB            | 5  | Ruud Krol             |  |     |
| PO            | 6  | Johan Neeskens        |  |     |
| PO            | 7  | Wim Jansen            |  |     |
| PO            | 10 | Willem van Hanegem    |  | 46' |
| NA            | 11 | Willy van der Kuijlen |  |     |
| NA            | 9  | Johan Cruijff         |  |     |
| NA            | 8  | René van de Kerkhof   |  |     |
| Zmiany:       |    |                       |  |     |
| NA            | 16 | Ruud Geels            |  | 46' |
| Trener:       |    |                       |  |     |
| George Knobel |    |                       |  |     |

## Po meczu
Pojedynek zakończył się zwycięstwem Polski, która tym samym objęła prowadzenie w grupie 5 eliminacji mistrzostw Europy 1976. Holendrzy nazwali później Stadion Śląski „Kotłem Czarownic”, gdyż na nim według nich „zapominasz nie tylko jak gra się w piłkę, ale jak się nazywasz”.
Popularny komentator sportowy, Jan Ciszewski opisywał zwycięstwo następująco:

4:1 dla Polski! Grzegorz Lato, Robert Radocha – przepraszam za to przejęzyczenie – i dwie bramki Andrzeja Szarmacha!

Po meczu tabela grupy 5 przedstawiała się następująco:
| Lp | Drużyna   | M | Z | R | P | Bramki | Bramki | +/– | Pkt |
| -- | --------- | - | - | - | - | ------ | ------ | --- | --- |
| 1. | Polska    | 4 | 3 | 1 | 0 | 9      | 2      | 7   | 7   |
| 2. | Holandia  | 4 | 3 | 0 | 1 | 11     | 7      | 4   | 6   |
| 3. | Włochy    | 3 | 1 | 1 | 1 | 2      | 3      | 1   | 3   |
| 4. | Finlandia | 5 | 0 | 0 | 5 | 3      | 13     | 10  | 0   |

W rewanżu, rozgranym 15 października 1975 na Stadionie Olimpijskim w Amsterdamie Polacy ulegli Holendrom aż 3:0 i to „Pomarańczowi” awansowali na mistrzostwa Europy 1976 w Jugosławii.